# Вебер-Сіті (Вірджинія)
Вебер-Сіті (англ. Weber City) — місто (англ. town) в США, в окрузі Скотт штату Вірджинія. Населення — 1250 осіб (2020).

## Географія
Вебер-Сіті розташований за координатами 36°37′25″ пн. ш. 82°33′48″ зх. д. / 36.62361° пн. ш. 82.56333° зх. д. (36.623721, -82.563351).  За даними Бюро перепису населення США в 2010 році місто мало площу 4,60 км², з яких 4,58 км² — суходіл та 0,02 км² — водойми.

## Демографія
Згідно з переписом 2010 року, у місті мешкало 1327 осіб у 587 домогосподарствах у складі 362 родин. Густота населення становила 288 осіб/км².  Було 683 помешкання (148/км²).
Расовий склад населення:
| - 97,4 % — білих - 1,1 % — чорних або афроамериканців - 0,5 % — азіатів - 0,3 % — корінних американців |

До двох чи більше рас належало 0,5 %. Частка іспаномовних становила 1,0 % від усіх жителів.
За віковим діапазоном населення розподілялося таким чином: 17,2 % — особи молодші 18 років, 52,4 % — особи у віці 18—64 років, 30,4 % — особи у віці 65 років та старші. Медіана віку мешканця становила 48,6 року. На 100 осіб жіночої статі у місті припадало 80,3 чоловіків;  на 100 жінок у віці від 18 років та старших — 74,7 чоловіків також старших 18 років.
Середній дохід на одне домашнє господарство  становив 37 566 доларів США (медіана — 30 150), а середній дохід на одну сім'ю — 46 820 доларів (медіана — 38 277). Медіана доходів становила 41 711 долар для чоловіків та 30 188 доларів для жінок. За межею бідності перебувало 28,1 % осіб, у тому числі 54,5 % дітей у віці до 18 років та 7,7 % осіб у віці 65 років та старших.
Цивільне працевлаштоване населення становило 402 особи. Основні галузі зайнятості: освіта, охорона здоров'я та соціальна допомога — 19,2 %, виробництво — 15,2 %, роздрібна торгівля — 14,4 %.